# Naima (Tiaret)
Naima (în arabă النعيمة) este o comună din provincia Tiaret, Algeria.
Populația comunei este de 7.569 de locuitori (2008).